# Saint-Brice-sous-Forêt
Saint-Brice-sous-Forêt är en kommun i departementet Val-d'Oise i regionen Île-de-France i norra Frankrike. Kommunen ligger i kantonen Écouen som tillhör arrondissementet Sarcelles. År 2022 hade Saint-Brice-sous-Forêt 15 209 invånare.

## Befolkningsutveckling
Antalet invånare i kommunen Saint-Brice-sous-Forêt
| Referens: INSEE |